# 毀鐘鋳砲
毀鐘鋳砲（きしょうちゅうほう）は、寺院の鐘を鋳潰して、大砲を製造することを命じた法令。
太平洋戦争時にも、寺の鐘を供出させ、武器を鋳造することを命じた金属類回収令が出されており、ヨーロッパでも教会の鐘を大砲用に徴発されたことがあったが、この項では江戸時代の幕末期に出された法令について扱う。

## 水戸藩の政策
異国船が日本近海に頻繁に現れるようになった幕末期、水戸藩主の徳川斉昭は、沿岸防備のために天保7年（1836年）から大砲の製造に着手した。鋳造に成功した斉昭は、同13年（1842年）12月26日に大砲の原料として領内の寺院から鐘や銅仏の供出を命じた。藩の費用で、仏像は石仏に、梵鐘は板木に取り替え、協力した寺院には報奨金を出すとして、没収した鐘はおよそ600におよんだ。製造された大砲は75門で、「太極」と銘した砲以外の74門は、嘉永6年（1853年）のペリー来航の後、幕府に献上された。
一方で、この方針に従わない寺への処罰は厳しかった。常福寺は水戸徳川家の位牌所であり、芝増上寺の開祖・聖聡の師・聖冏を輩出した由緒ある寺院であったが、梵鐘の供出に従わなかったとして、寺領没収、住職の閉門、そして末寺41寺のうち20寺が無住または破却という処分を受けた。
この政策は宗教改革政策の一環であったが、このことで斉昭は僧侶や仏教信者の恨みを買った。彼らは斉昭の藩政改革に反感を抱いていた水戸藩内の門閥保守派とともに大奥を焚き付けて幕府を動かし、出府を命ぜられた斉昭は謹慎を命ぜられた。

## 毀鐘鋳砲の勅諚
斉昭は老中阿部正弘から海防参与に任じられた際に、再び毀鐘鋳砲の方針を提言した。
この策は、日本中の寺の梵鐘を鋳潰して大砲や鉄砲をつくり、異国船を打ち払う手段にせよということだった。斉昭はかつて水戸藩主時代に藩内で寺院の猛反対を受けた経験から、この策を朝廷に奏上し、朝命を受けた幕府が実行するという形で進めようとした。
斉昭の建議を請け入れた幕府は、嘉永7年（1854年）10月29日に京都所司代・脇坂安宅を通して朝廷の意向を伺った。朝廷は、安政元年（1854年）12月23日に勅諚として毀鐘鋳砲の太政官符を幕府に下す。翌安政2年（1855年）3月3日、幕府は朝旨を奉じて広く毀鐘鋳砲すべし、という幕命を発令した。
しかし、天皇の勅諚とはいえ、この命令は全国の僧侶からの猛反対に遭った。また、梵鐘の地金は鉄砲や大砲などの原料としては不適当で、撃つたびに破裂の危険を伴った。さらに､梵鐘を集める手数や、名器名宝として古来から伝えられる鐘もあり、安易に鋳潰すことができないものもあった。
松平乗全から阿部正弘の幕閣の情報を得ていた井伊直弼も、毀鐘鋳砲の太政官符が下されたことを慨嘆し、斉昭を非議する書簡を乗全に送っていた。比叡山延暦寺は朝廷に撤回を求め、聞き入れられなかったため今度は輪王寺宮を通して幕府に訴えた。幕府はそれでも各大名家に梵鐘などの引き上げを命じたが、安政の大獄で水戸斉昭が失脚したことでこの政策は頓挫した。幕府は安政6年（1859年）2月に、京都所司代を通じて、朝廷に勅命の取り消しを求めている。